# Sluchově rovnovážný nerv
Sluchově rovnovážný nerv (latinsky: nervus vestibulocochlearis, též nervus statoacusticus), jinak také VIII. hlavový nerv, je senzitivní hlavový nerv, který přivádí do mozku smyslové informace z uší (resp. z Cortiho orgánu vnitřního ucha) a z (vestibulárního ústrojí) rovnovážného orgánu.
Sluchově rovnovážný nerv ve skutečnosti zahrnuje dva nervové provazce, a to sluchový nerv (n. cochlearis) a rovnovážný nerv (n. vestibularis). Vlákna sluchového nervu se sbíhají od jednotlivých smyslových buněk v Cortiho orgánu a vedou sluchové informace, vlákna rovnovážného nervu se sbíhají od smyslových buněk vestibulárního aparátu a přenáší různé informace o poloze a pohybech hlavy. Oba nervové provazce společně vstupují jako sluchově rovnovážný nerv do prostoru mezi mostem a mozečkem a končí u jader nuclei vestibulares et nucleus cochlearis v laterálních cípech fossa rhomboidea na úrovni pons Varoli.